# 7,62 mm
Il calibro 7,62 mm è un calibro nominale usato per svariate cartucce per diverse armi da fuoco come ad esempio pistola, fucile, carabina, fucile da battaglia e fucile d'assalto.

## Caratteristiche
Storicamente è conosciuta come calibro .30, secondo il sistema imperiale britannico, ed indicava una classe di cartucce a piena potenza per fucili da battaglia o mitragliatrici. Il .30 vuol dire che è 0,30 pollici o 3 linee, vecchia unità di misura russa che equivale a un decimo di pollice, è scritto spesso come .3" o come tre-linee.
La dimensione "7,62 mm" si riferisce al diametro interno netto di alesatura della canna, escludendo gli allargamenti di rigatura. Il calibro reale del proiettile è generalmente .308 pollici (7,82 mm), fatto che produce la forzatura del proiettile nella rigatura; le armi sovietiche usano un proiettile leggermente più grande da .311 pollici (7,90 mm), come le più vecchie cartucce inglesi (usate per il nominale .303 British), e giapponesi.

## Cartucce da pistola da 7,62 mm
Ci sono molti tipi di cartuccia in 7,62 mm ma le più comuni sono:
- 7,62 × 25 mm Tokarev conosciuta anche come la 7,62 mm TT.
- 7,65 × 17 mm Browning conosciuta come la .32 ACP.
- 7,65 × 25 mm Borchardt, dalla quale sia la Mauser che la Parabellum sono derivate.
- 7,63 × 25 mm Mauser, la quale era la base per la Tokarev, della quale ha quasi identiche dimensioni, ma ha diverso tipo di caricamento. Mentre la 7,63 × 25 mm Mauser funzionerebbe normalmente in armi da fuoco che prendono la 7,62 × 25 mm Tokarev, il contrario non può essere fatto.
- 7,65 × 21 mm Parabellum o .30 Luger

## Cartucce da revolver da 7,62 mm
Le principali sono:
- 7,62 × 38 mm R usata solo nella Nagant M1895
- .32 Long Colt, all'inizio progettata per revolver, oggi usata principalmente in pistole sportive nella .32 LC WC (WC sta per Wadcutter, cioè con proiettile cilindrico) (è spesso chiamata .32 S & W Long in pistole sportive).
- .32 H&R Magnum la sola cartuccia da revolver in ampio utilizzo oggi, generalmente in revolver dalla piccola struttura.
- .327 Federal Magnum una nuova cartuccia sviluppata da Ruger e Federal insieme.

## Cartucce da fucile da 7,62 mm
Le più comuni sono:
- 7,62 × 39, conosciuta come la 7,62 mm Sovietica, M43, o a volte .30 Short Combloc, progettata per la SKS e usata nei fucili d'assalto AK-47 e AKM e nelle mitragliatrici leggere RPK e RPD.
- 7,62 × 51, e la sua variante civile .308 Winchester, a volte erroneamente chiamata .308 NATO, dato che la NATO utilizza un sistema di  misura metrico.
- 7,62 × 54 R Un'altra cartuccia russa che fu per la prima volta utilizzata nel fucile Mosin-Nagant dal 1891. La versione moderna è utilizzata tutt'oggi in molti eserciti, come proiettile da tiro di precisione (da "cecchino"), soprattutto nella Dragunov, e nelle mitragliatrici (soprattutto derivate dalla famiglia degli AK come le PKM.
- .30-06 Springfield cartuccia per l'Esercito degli Stati Uniti per ambedue le guerre mondiali e la Guerra di Corea è 7,62 × 63 mm in misure metriche.
- .30 Carbine, Usata nelle carabine M1, M2 e M3. A volte chiamata la 7,62 × 33 mm.
- .300 Winchester Magnum Usata in molti fucili da caccia o cecchinaggio, chiamata anche 7,62 × 67 mm.
- .30-378 Weatherby Magnum
- 7,62 × 45 mm vz. 52 cartuccia usata solo per il fucile Vz. 52 ceco, poi ricalibrato per la 7,62 × 39 mm in seguito all'entrata nei paesi del Patto di Varsavia.